# Une tragédie chez M. Grassot
Une tragédie chez M. Grassot est une folie en 1 acte d'Eugène Labiche, représentée pour la 1re fois à Paris au Théâtre du Palais-Royal le 12 décembre 1848.
Auguste Lefranc a collaboré à l'écriture.
Cette pièce n'a pas été imprimée du temps de Labiche, mais elle figure dans ses Œuvres complètes, tome II, publiées « Au club de l'honnête Homme » en 1966. 

## Distribution
| Acteurs et actrices ayant créé les rôles |                   |
| Personnage                               | Acteur ou actrice |
| Agamemnon                                | Sainville         |
| Ulysse                                   | Grassot           |
| Achille                                  | Levassor          |
| Un garçon de théâtre                     | Alcide Tousez     |
| Le souffleur                             | Ravel             |
| Arcas                                    | Hyacinthe         |